# Isocirrhitus
Isocirrhitus is een monotypisch geslacht van straalvinnige vissen uit de familie van koraalklimmers (Cirrhitidae).

## Soort
- Isocirrhitus sexfasciatus (Schultz, 1960)